# Watermelon Contest (1900)
Pour les articles homonymes, voir Watermelon Contest.
Watermelon Contest est un film américain en noir et blanc, réalisé par James H. White, sorti en 1900. Sa durée est de deux minutes.